# Egbert van Heemskerk I
Egbert van Heemskerk I der Ältere (* 1610 in Haarlem; † 1680) war ein niederländischer Maler.
Er malte Kriegsszenen im Geschmack von Adriaen Brouwer und Teniers in lebendiger, geistvoller Zeichnung und mit glänzendem Kolorit. Wie sein Sohn Egbert van Heemskerk II fertigte auch er zahlreiche Gemälde, auf denen Szenen aus Tavernen wiedergegeben wurden oder die Innenräume von Schulen mit lernenden Kindern zu sehen waren. Seine Werke werden manchmal mit denen seines Sohnes verwechselt, da beide sowohl thematisch als auch stilistisch sehr ähnliche Werke schufen.